# Ópera de Arame

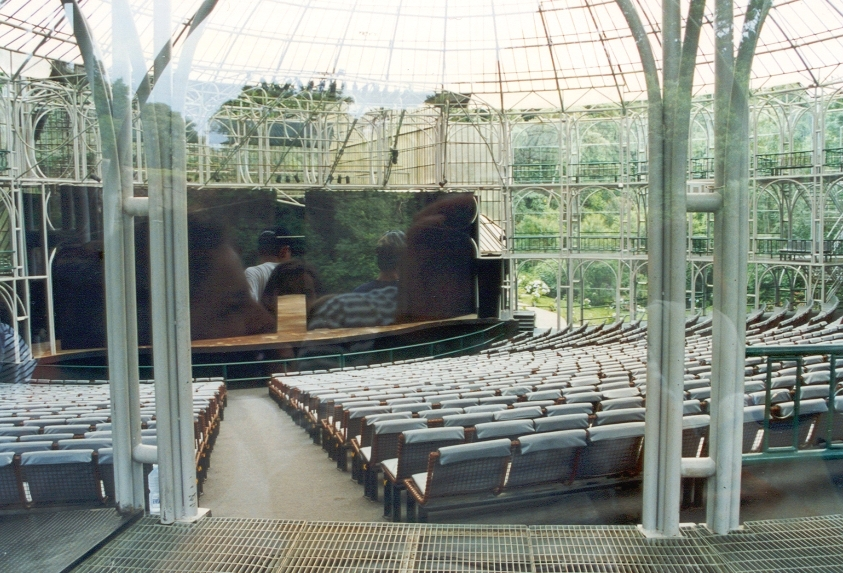
L’auditorium.

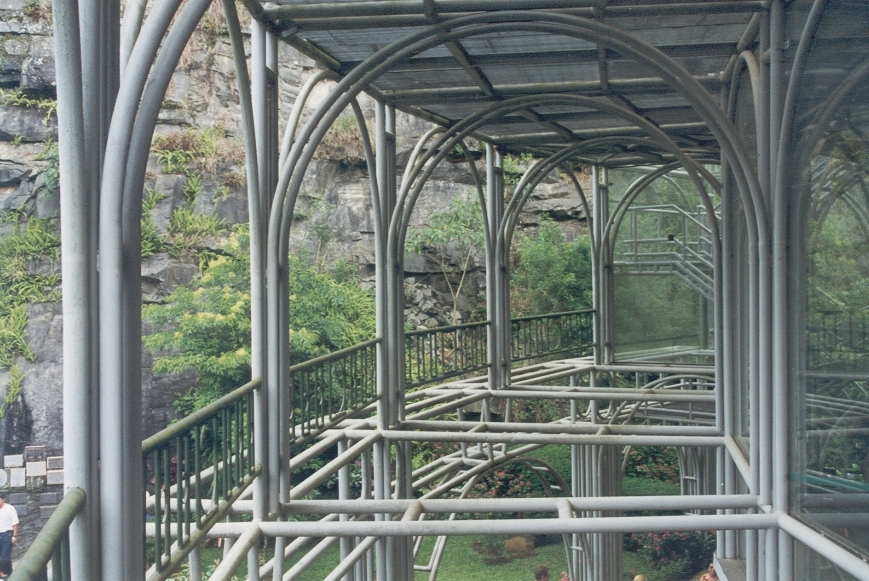
La structure.

L’ópera de Arame est un opéra construit en 1992 à Curitiba, dans l'État du Paraná au Brésil.
C’est une construction de forme circulaire constituée de tubes en fer et recouverte de polycarbonate. Ces tubes forment une structure de cage à l’origine de son nom Ópera de Arame en portugais, Wire Opera House en anglais et de Leitung Oper Haus an allemand, ce qui peut se traduire en français par opéra de fil. On y accède par une passerelle sur pilotis.
L’auditorium avec une capacité de 2 400 personnes, est utilisé pour des présentations théâtrales et musicales. Dans le parc à proximité, se tiennent de grands évènements en plein air.
Le Songe d'une nuit d'été dont l'action se déroule dans une forêt fut joué pour l’inauguration.
Son architecte est Domingos Henrique Bongestabs, professeur d’architecture et d'urbanisme à l’université fédérale du Paraná (UFPR) aussi architecte de l'université libre de l'environnement à Curitiba.
L’opéra a été construit dans le cadre de projet lancé par l’urbaniste Jaime Lerner (diplômé de l'UFPR, maire de Curitiba de 1989 à 1992 puis gouverneur du Paraná de 1995 à 2002).

## Localisation
25° 23′ 05″ S, 49° 16′ 34″ O
Il est situé dans un parc, le parque das Pedreiras à la mémoire de Paulo Leminski, sur l’emplacement d’une ancienne carrière de granite, au milieu de la végétation. Il est bâti le long d'un lac.